# Цевло (озеро)
Цевло — озеро в муниципальном образовании «Полистовское» Бежаницкого района Псковской области.
Площадь — 7,95 км² (795,0 га). Максимальная глубина — 2,5 м, средняя глубина — 1,8 м.
На берегу озера расположена деревня Цевло.
Проточное. Относится к бассейну реки Цевла, впадающей в озеро Полисто, которая, в свою очередь, относится к бассейну реки Полисть, а она — к реке Ловать.
Тип озера лещово-плотвичный с уклеей. Массовые виды рыб: лещ, плотва, окунь, ерш, щука, красноперка, густера, карась, линь, язь, уклея, судак, сом, налим, вьюн, щиповка, синец, а также чехонь (возможно).
Для озера характерны: илистое дно, в прибрежье также участки с песчаным и заиленным грунтом; сплавины, локальные заморы, большей частью заболоченные берега, прибрежные леса, болото, луга.